# Dendrortyx
Dendrortyx Gould, 1844 è un genere di quaglie del Nuovo Mondo che comprende le seguenti tre specie:
- Dendrortyx barbatus Gould, 1846 - pernice boschereccia barbuta
- Dendrortyx leucophrys (Gould, 1844) -  pernice boschereccia capocamoscio
- Dendrortyx macroura (Jardine & Selby, 1828) -  pernice boschereccia codalunga